# Engcon
Engcon AB är ett svenskt verkstadsindustriföretag som tillverkar tiltrotatorer samt olika grävredskap för grävmaskiner. Företagets huvudkontor, svenska säljkontor och fabrik finns i Strömsund i Jämtland där de är ortens största privata arbetsgivare. Ytterligare en fabrik finns i polska Niepruszewo och säljkontor finns i ett dussin länder i Europa, Nordamerika, Asien och Oceanien.

## Historia
Engcon grundades år 1990 som Engcon AB av Stig Engström, som började utveckla tiltrotatorer i sin hemort Lidsjöberg i Strömsunds kommun. 
Engcon är även huvudägare i verkstadsindustriföretaget Mählers, som tillverkare av snöplogar till lastbilar och väghyvlar. Mählers har sin huvudsakliga verksamhet i Rossön i Strömsunds kommun, och är även ortens största arbetsgivare.
Engcon noterades på Stockholmsbörsen med första handelsdag den 17 juni 2022.